# 田中一雄

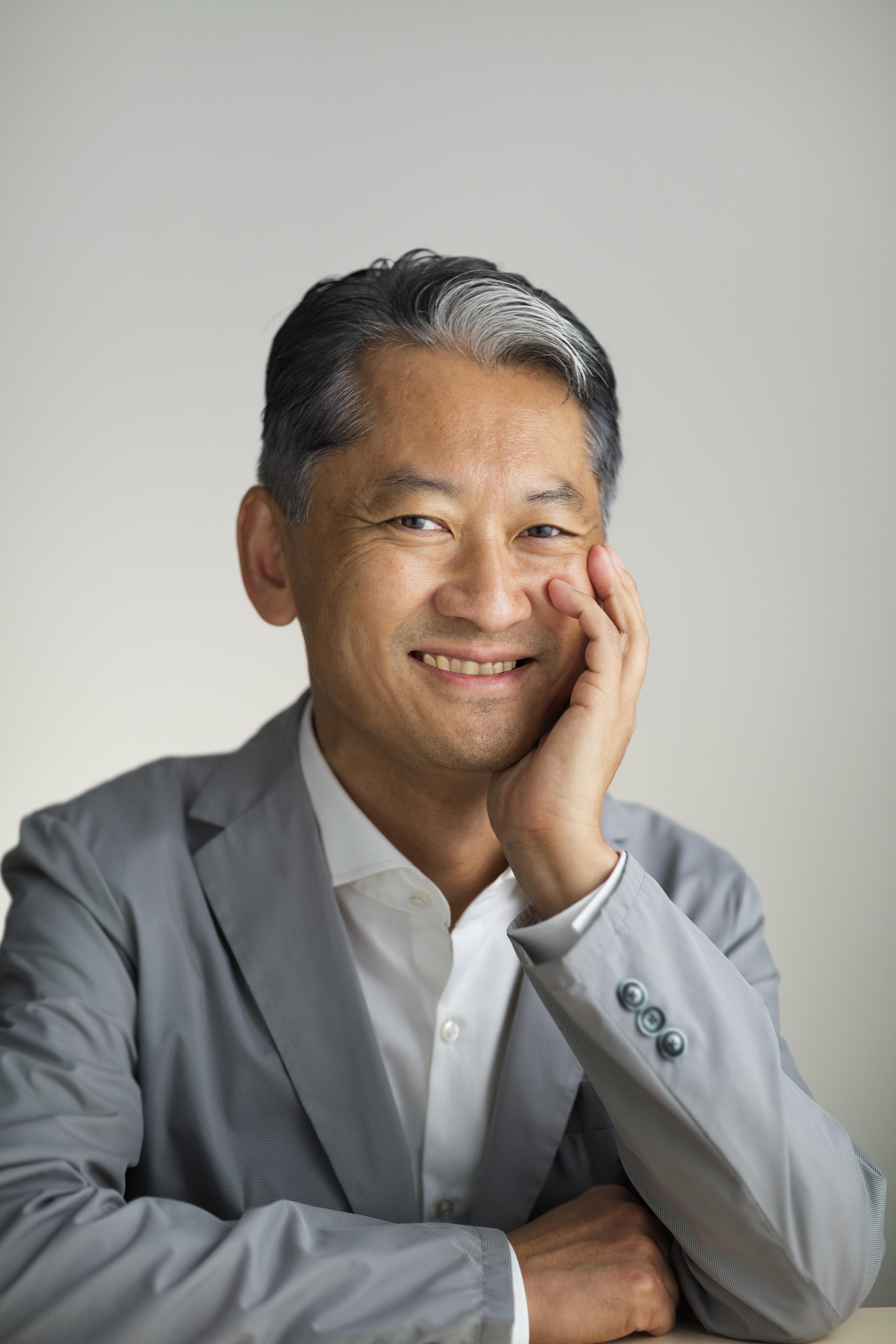
田中一雄

田中 一雄（たなか かずお、1956年 - )は、日本のデザインプロデューサー、インダストリアルデザイナー。株式会社GKデザイン機構代表取締役社長/CEO。GKデザイン機構は、栄久庵憲司らによって設立され、総合デザイン会社として知られるGKデザイングループのホールディングカンパニーである。公的な立場としては、公益社団法人日本インダストリアルデザイナー協会理事長（2013年 -2021年 ）,公益社団法人日本インダストリアルデザイン協会特別顧問（2021-)、世界デザイン機構(WDO https://wdo.org/) リージョナルアドバイザー( 2011 -)、Red Dot Ambassador https://www.red-dot.org/ドイツ（2018年 ‐）、Good Design Australia Ambassador https://good-design.org/オーストラリア（2019年 -）、台湾設計研究院 国際デザイン顧問  https://www.tdri.org.tw/(2016 -)なども務めている。

## 経歴
東京都に生まれる。実家は石川県加賀市の旧北前船船主。
1981年、東京芸術大学美術学部デザイン科機器デザインを卒業、大学院美術研究科デザイン専攻に進み、1983年に修士課程を首席で修了し、修了制作は最優秀作品として大学が購入した。
同年にGKインダストリアルデザイン研究所に入社した。その後、初期携帯電話を始め多様なプロダクトデザインや、郵便ポスト、JR自動改札機、各地のサインやストリートファニチュアなどのパブリックデザインに携わる。
2000年、2005年日本国際博覧会協会から愛・地球博のサイン・ファニチュアディレクターに任命される。 
2006年、都市環境デザインを主体とするGK設計代表取締役社長に就任する。2007年にグループ会社のホールディングであるGKデザイン機構代表取締役社長に就任。 
2014年、GKインダストリアルデザインの代表取締役社長を経て、2016年（平成28年）よりGKデザイン機構の代表取締役社長に復帰しGKデザイングループを統括している。　 
2017年、経済産業省・特許庁「産業競争力とデザインを考える研究会」委員。2018年5月に発表された報告書「デザイン経営宣言」では、梅澤高明（A.T.カーニー日本法人会長）、田川欣哉（Takram）、林千晶（ロフトワーク）、とともにドラフト起草チームに参加。 
2019年、名誉博士 Doctor of Letters : Ajeenkya DY Patil Univ. （インド）より授与される。同年、公益財団法人 日本デザイン振興会 グッドデザイン・フェロー 
社外での役職としては、国際インダストリアルデザイン団体協議会(icsid/現WDO)理事（2007年 - 2011年）、等を歴任している。 
また、ドイツのRed Dot Design Award（2008、2018 -) や日本のグッドデザイン賞（2003～2009）をはじめとして、世界10ヵ国以上で審査員を務めるほか、すみだ地域ブランド推進協議会理事として「すみだモダン」審査委員長（2016年 -）などを歴任している。
2022年に、日本では34年ぶりに開催される「世界デザイン会議東京2023」の実行委員長に就任。

## 受賞歴　(業務受賞を含む)
2000年
- Wall.AG ベルリン市ストリート・ファニチュア計画 - Red Dot Design賞[7]

2006年
- 富山ライトレールトータルデザイン - 第40回SDA大賞(経済産業大臣賞)、 グッドデザイン賞金賞

2007年
- 三洋電機ソーラーチャージャー - グッドデザイン大賞総理大臣賞[8]・ドイツIF賞[9]

## 主な作品
※上記の受賞作品は除く
- 日本電信電話携帯電話803型
- 郵政省郵便ポスト
- 東日本旅客鉄道自動改札機
- 多摩都市モノレールトータルデザイン
- 日本道路公団ETCゲート
- 富山県観光船FUGAN

## 著書
- 『パブリックデザイン辞典』(共著)産業調査会、1991年
- 『都市とデザイン』(共著)電通、1992年
- 『クルマ社会のリ・デザイン』(共著)日本デザイン機構、2004年
- 『マイナスのデザイン』(共著)日本デザイン機構、2011年
- 『デザインの本質』ライフデザインブックス、2020年、
- 『設計的本質』台湾╱雙囍出版より翻訳出版、2022年、

## 主なメディア出演
- 2019 年12 月 テレビ東京「開運！なんでも鑑定団」 現代工芸鑑定士
- 2020 年2 月 テレビ東京系列番組「新美の巨人たち」